# Friend or Foe?
Friend or Foe? ist das vierte Studioalbum der Koblenzer Band Blackmail. Es wurde im tonstudio-45 in Lahnstein aufgenommen und am 26. Mai 2003 durch das Label WEA Records veröffentlicht. 2004 wurde das Album auch in Japan veröffentlicht, hier durch das Label Imperial Records.
Das Album kann zusammen mit der kurz darauf veröffentlichten EP Foe als eine Einheit angesehen werden. Dies deutet auch der Titel des Albums Friend or Foe? an. Während das Album das Lied Friend enthält, ist Foe auf der EP zu finden.

## Titelliste
| Deutsche Ausgabe: 1. Airdrop – 3:02 2. Evon – 4:50 3. It Could Be Yours – 2:53 4. On the Tightrope – 3:47 5. Sunday Sister – 3:03 6. Fast Summer – 3:33 7. Leave – 3:24 8. Nobody's Home (In My Home I'm Alone) – 2:22 9. Dive – 2:50 10. All Mine – 3:22 11. Friend – 9:36 |  |  |  |  |  | Japanische Ausgabe: 1. Airdrop – 3:04 2. Evon – 4:50 3. It Could Be Yours – 2:57 4. On the Tightrope – 3:47 5. Foe – 3:18 6. Sunday Sister – 3:02 7. Fast Summer – 3:33 8. Leave – 3:24 9. Nobody's Home (In My Home I'm Alone) – 2:22 10. Dive – 2:51 11. All Mine – 3:22 12. Friend – 9:35 13. Love Like Blood – 4:38 14. Arcese – 3:31 |

Zwei Titel des Albums haben einen Gegenpart auf der EP Foe. Der Titel Foe von der EP ist eine andere Version von Friend. Beide haben sehr ähnliche Strophen, die Refrains unterscheiden sich aber sowohl textlich als auch musikalisch vollkommen voneinander. Auch haben beide Lieder unterschiedliche Solo-Parts. Fast Summer hat mit dem Titel Slow Summer von der EP ein ausgedehntes Solo gemeinsam, das auf einer Pedal-Steel-Gitarre gespielt wurde.
Die Bonustitel Foe und Arcese der japanischen Albumversion sind auch auf der EP Foe zu finden. Der dritte Bonustitel Love Like Blood ist eine Coverversion, die ursprünglich von der Band Killing Joke ist und auf dem Album Night Time zu finden ist.

## Artwork
Auch das Artwork korrespondiert mit der EP Foe. Das Cover des Albums zeigt ein hauptsächlich in schwarz-weiß gehaltenes Porträt, das stark an bekannte Darstellungen Jesu Christi erinnert. Verstärkt wird diese Assoziation dadurch, dass das Cover der EP ein in gleicher Weise erstelltes Bild einer Frau mit einem Baby auf dem Arm zeigt. Diese Darstellung hat große Ähnlichkeit mit der Sixtinischen Madonna von Raffael.

## Veröffentlichungen

### Album
Es wurde eine Limited Edition mit der gleichen Titelliste, aber einer anderen Verpackung veröffentlicht. Diese Ausgabe wurde in einem Pappschuber verkauft, der zusätzlich Platz für die kurz darauf veröffentlichte EP Foe bietet. Ebenfalls enthalten war ein Sticker. Nach dem Erfolg des Albums in Japan, das dort zunächst nur als Import zu haben war, wurde für den japanischen Markt eine Version mit drei Bonustiteln veröffentlicht.

### Single
Kurz vor der Veröffentlichung des Albums wurde das Lied It Could Be Yours als Single ausgekoppelt und ein Musikvideo dazu produziert. Die Single enthält folgende Titel:
1. It Could Be Yours (Bontempi-Version) – 3:01
2. Dare Defender – 2:52
3. Carmine – 4:47
4. It Could Be Yours (Radio-Edit) – 2:52

Sowohl Carmine als auch Dare Defender sind Outtakes aus den Aufnahme-Sessions zum Album. Beide Stücke sind neben den regulären Tracks des Albums die einzigen, welche live aufgeführt wurden.

## Rezeption
Das Album bekam sehr positive Kritiken. Stefan Friedrich von laut.de vergab die Höchstwertung von fünf Sternen und schrieb: „Ein großer Song jagt den nächsten, und auch wenn vieles eine Ecke rockiger als auf dem Vorgänger wirkt, so schimmert doch überall der nahezu perfekte Popsong durch.“ Außerdem stellte er fest: „Wären Blackmail Amerikaner, würden sie Millionen Platten verkaufen, zusammen mit den Queens Of The Stone Age auf Tour gehen und sich die Billboard-Charts von ziemlich weit oben anschauen.“
Daniel Gerhardt schrieb auf Plattentests.de, die Band habe nach ihrem „…"Ja"-Wort zum Pop…“ auf Bliss, Please „…einen Schritt zurück [gemacht], um mindestens zwei nach vorne zu kommen.“ Seiner Meinung nach lange dieses Album „…derartig in die Vollen, wie es seit „Science fiction“ nichts mehr aus der Stadt der unbegrenzten Gitarrenmöglichkeiten getan hat. Ein Richterskalen sprengendes Erdbeben.“ Sowohl die Redaktion als auch die Leser bewerteten Friend or Foe? mit 8 von 10 Punkten.
Auf der Liste der 150 Platten für die Ewigkeit der Zeitschrift Visions wurde das Album auf Platz 140 gelistet.

## Besetzung
Neben der Band waren auch einige Gastmusiker an den Aufnahmen zum Album beteiligt.

### Band
- Aydo Abay: Gesang
- Kurt Ebelhäuser: Gitarre, Keyboard, Moog-Synthesizer, Samples
- Carlos Ebelhäuser: Bass
- Mario Matthias: Schlagzeug

### Gastmusiker
- Michael Elzer: Elektronische Orgel, Klavier, Orchester-Samples
- Marcel von der Weiden: Keyboard, Streicher, Mellotron, Elektronische Orgel, Klavier
- Jürgen Schmidt: Pedal-Steel-Gitarre